# 이주은 (성우)
이주은(1994년 10월 12일 ~ )은 대한민국의 성우로, 대원방송 성우극회 공채 12기로 입사했다.

## 출연작

### 애니메이션
- 디지몬 어드벤처: - 아나운서, 마린엔젤몬, 버드몬, 샤오몬, 머슈몬, 큐트몬, 소울몬
- 반요 야샤히메 - 오하루
- 쾌걸 근육맨 2세 - 마주리, 어린 근육만두, 어린 제이드
- 트로피컬 루즈! 프리큐어 - 슈퍼 절대 하지않을랭
- 게게게의 키타로 6기 - 두입여자, 이시바시 아야, 수달요괴, 유우타, 때핣기, 바케조리, 미즈키, 지로마루, 캇파, 유나
- 일곱 바다의 티코 - 스즈키 나기사
- 보틀맨 DX - 이샘물, 페코
- 원피스 - 잇카쿠, 누레온나 외 각종 단역
- 유희왕 SEVENS 3기 - 나나, 어린 황유가, 정수, 강아지, 부하2 외 각종 단역
- 시골소녀 폴리아나 - 더긴, 메어리, 베티
- 로미오의 푸른 하늘 - 단테, 카를로
- 호빵맨 - 헬리콥터맨 외 각종 단역
- 나의 히어로 아카데미아 6기 - 어린 호크스 어린 토우야, 모카, 남아 외 각종 단역
- 먼작귀 - 치이카와
- 블리치 천년혈전 편 - 시안 슨슨, 쿠사지시 야치루, 카타기리, 이시다 카나에, 츠치미야 츠미코
- 나와 로보코 - 메이코, 고루미, 이동
- 말랑쁘니 - 울보쁘니, 가루
- 먼작귀 - 치이카와
- 팬더와 친구들의 모험 - 카요
- 꼬마마법사 레미(재더빙) - 장메이
- 원피스 - 하우스 외 각종 단역
- 블리치 천년혈전 편 : 결별담 - 쿠사지시 야치루
- 키테레츠 대백과(재더빙) - 날씨 인형 1호, 이설희, 신오월의 엄마
- 귀환자의 마법은 특별해야 합니다 - 라도리아 폰 도리체[6]
- 스파이 패밀리 Season 2 - 그램 그레처
- 건담 빌드 메타버스 - 메로우
- 괴수 8호 - 미나세 아카리
- 드래곤볼(애니박스) - 챠오즈
- 마루코는 아홉살 5 - 마루코

### 극장판 애니메이션
- 기동전사 건담 SEED FREEDOM - 리델라드 트라돌
- 그대들은 어떻게 살 것인가 - 오유키
- 날아라 호빵맨 극장판 둥실둥실 두둥실과 구름나라 - 두둥실
- 도라에몽 극장판 시리즈
- 극장판 도라에몽: 진구의 우주소전쟁 2021 - 각종 단역
- 극장판 도라에몽: 진구와 하늘의 유토피아 - 사이
- 세계명작극장 극장판 시리즈
- 극장판 소공녀 세라 - 마리에트, 거트루드
- 극장판 안녕 앤 - 해리 토마스
- 극장판 엄마찾아 삼만리 - 지나, 후아나
- 극장판 키다리 아저씨 - 캐리
- 극장판 톰 소여의 모험 - 시드
- 극장판 플랜더스의 개 - 아로아
- 쿵푸팬더 4 - 타이그리스, 토끼 삼총사, 싸인펜1

### 특촬물
- 가면라이더 시리즈
- 가면라이더 세이버 - 류하늘 엄마, 도훈 엄마, 어린 전광현, 피라냐 메기도, 메두사 메기도, 윤아미
- 가면라이더 리바이스 - 이성희, 최나예, 최순영, 이주은, 민주미 / 기프데모스, 최나예, 어린 오한빈
- 가면라이더 기츠 - 고해원 / 가면라이더 로포
- 슈퍼전대 시리즈
- 파워레인저 돈브라더즈 - 유나, 한유리 / 조인귀 / 조인킹, 서소천 / 염신귀 / 염신킹, 마더 외 각종 단역
- 도겐저스 시리즈 - 아이돌, 초카사, 통역

### 게임
- 가디언 테일즈 - 코르네
- 명일방주 - 그레인버즈
- 무기미도 - 에코[11]
- 붕괴: 스타레일 - 운리
- 블루 아카이브 - 아이키요 후우카
- 승리의 여신: 니케 - 클레이
- 소녀전쟁: 환상의 천하통일전 - 브륀힐드
- 삼국블레이드 - 하후희
- 승리의 여신: 니케 - 클레이
- 원신 - 꼬마 두린
- 월드 오브 워크래프트 - 플릭스 스퍼터마우스
- 짱구는 못말려! 나와 박사의 여름 방학 ~끝나지 않는 7일간의 여행~ - 백요요
- 쿠키런: 킹덤 - 생크림담비 쿠키
- 클로저스 - 윤리아

### 노래
- 꼬마마법사 레미 오프닝(동기 손정민, 김다빈 함께)